# Kasiti
Kasiti so bili starodavno bližnjevzhodno ljudstvo, ki je po propadu Starobabilonskega cesarstva vladalo v Babiloniji od približno 1531 do 1155 pr. n. št. (kratka kronologija).
Oblast v Babiloniji so prevzeli po hetitskem opustošenju Babilona leta 1595 pr. n. št. (po kratki kronologiji 1531 pr. n. št.) in v Dur-Kurigalzu, sodobnem `Aqar-Qūfu v Iraku,  ustanovili svojo dinastijo. Bili so pripadniki majhne vojaške aristokracije in zelo učinkoviti in dokaj priljubljeni vladarji. V petsto letih vladanja so postavili trdne temelje za razvoj kasnejše babilonske kulture. V Babilonijo so pripeljali konje, ki so jih sami zelo častili, v Babiloniji pa jih dotlej niso niti poznali niti  uporabljali.
Kasitski jezik še ni klasificiran. O njem je znano samo to, da ni povezan z nobeno skupino indoevropskih, semitskih ali drugih afroazijskih jezikov. Izgleda, da je bil izoliran jezik, čeprav ga nekateri jezikoslovci uvrščajo med huro-urartijske jezike Male Azije.  Več kasitkih vodij je imelo tudi indoevropska imena in so morda spadali med indoevropsko elito, podobno kot Mitani, ki so vladali huro-urartsko govorečim Huritom v Mali Aziji.

## Kultura

### Družba
Kasitski vladarji so kljub temu, da so nekateri imeli babilonska imena, ohranili svojo rodovno-plemensko strukturo, ki se je razlikovala od manjših babilonskih družinskih enot. Bili so ponosni na pripadnost svojim plemenom in ne svojim očetom in ohranili rodoven način dedovanja.

## Mezopotamska mesta
V kasitskem obdobju so bila najpomembnejša naslednja mesta: 
- Dur-Kurigalzu
- Babilon
- Girsu
- Isin
- Kiš
- Nipur
- Sipar
- Ur
- Uruk

Prestolnica države je bil Dur-Kurigalzu.

## Zgodovina
Prvotna domovina Kasitov ni znana. Zgleda, da je bila nekje v gorovju Zagros v sedanji iranski provinci Luristan. Kasiti, tako kot njihovi predhodniki Elamiti, Gutijci in Manejci,  jezikovno niso bili sorodni z iransko govorečimi ljudstvi, ki so v regiji zavladala kakšnih tisoč let kasneje. V zgodovinskih zapisih so se prvič pojavili v 18. stoletju pr. n. št., ko so v devetem letu vladanja Hamurabijevega sina  Samsu-ilune (vladal okoli 1749–1712 pr. n. št.) napadli Babilonijo. Samsu-iluna in njegov naslednik Abi-Ešuh (vladal okoli 1712-1684 pr. n. št.) sta jih odbila, kakšnih 25 let  po hetitskem opustošenju Babilona okoli leta 1595 pr. n. št. pa so prevzeli oblast v Babiloniji in začeli od tam osvajati južno Mezopotamijo. To ozemlje se je približno ujemalo z ozemljem antične Sumerije in je bilo  po letu 1460 pr. n. št znano kot Pomorska dinastija. Hetiti so iz Babilonije odnesli idola boga Marduka, kasitski vladarji pa so ga uspeli vrniti v  Babilon. Marduka so izenačili s svojim bogom Šukamuno.
Okoliščine njihovega prihoda na oblast zaradi pomanjkanja zapisov iz tako imenovanega »mračnega obdobja« niso znane. Ohranjen ni noben napis ali dokument, pisan v kasitskem jeziku. Odsotnost zapisov ne more biti povsem naključna in kaže na zelo zaskrbljujoče  zmanjšanje pismenosti v uradnih krogih. Babilon, katerega so preimenovali v Karanduniaš, je pod kasitskimi vladarji  ponovno postal močna politična in vojaška sila. Novozgrajena prestolnica Dur-Kurigalzu  je dobila ime po 17. kasitskem kralju Kurigalzuju I., ki je vladal na začetku 14. stoletja pr. n. št..
Kasitska dinastija je svoje uspehe zgradila na relativni politični stabilnosti v državi, ki so jo dosegli njihovi monarhi. V Babiloniji so brez  motenj vladali skoraj sto let, česar v babilonski zgodovini ni dosegla nobena druga dinastija.
Pretvorba južne Mezopotamije v ozemeljsko državo namesto mreže zdaj zavezniških zdaj sprtih mestnih državic, je iz nje naredila vplivno mednarodno silo, čeprav sta jo občasno zasenčila sosednja Asirija na severu in Elam na vzhodu. Kasitski vladarji so vzpostavili trgovske in diplomatske stike a Asirijo (Puzur-Ašur III. Asirski in Burna-Buriaš I.  sta sredi 16. stoletja pr. n. št.  sklenila pogodbo, s katero sta določila mejo med državama), Egiptom, Elamom in Hetiti. Zavezništva so utrjevali z  vzajemnimi porokami članov kraljevih družin. Trgovci iz Babilona in drugih mest so bili aktivni od Egipta, ki  je bil glavni vir nubijskega zlata, do  Asirije in Male Azije. Kasitske uteži in pečate so odkrili celo v Tebah v Grčiji, južni Armeniji in razbitinah trgovske ladje pred južno obalo Male Azije.
Naslednjo pogodbo sta sklenila Kurigalzu I. in Ašur-bel-nišešu sredi 15. stoletja pr. n. št.. Ko je na asirski prestol leta 1365 pr. n. št. prišel  Ašur-Ubalit I. (vladal 1365-1330 pr. n. št.), ki je iz Asirije naredil eno od najmočnejših držav na Bližnjem vzhodu, so se začeli nekaj stoletij trajajoči napadi in politični pritiski na Babilonijo. Ašur-Ubalit I. je po poroki svoje hčerke s kasitskim kraljem in njegovem umoru v 1360. letih takoj vkorakal v Babilonijo, da bi maščeval svojega zeta. Odstavil je novega kralja in namesto njega ustoličil Kurigalzuja II. iz kasitske kraljeve družine. Babilonijo sta napadla tudi Ašur-Ubalitov naslednik Enlil-ninari (vladal  1330-1319 pr. n. št.) in njegov pravnuk Adad-ninari I. (vladal 1307-1275 pr. n. št.), ki je babilonsko ozemlje priključil k svojemu kraljestvu. Tukulti-Ninurti I. (vladal 1244-1208 pr. n. št.) samo dominacija v Babiloniji ni bila dovolj, zato je odstavil njenega kralja Kaštiliaša IV. in osem let (1235-1227 pr. n. št.)  vladal sam.
Kasitski kralji so oblast v svojem kraljestvu vzdrževali z mrežo provinc, ki so jih upravljali guvernerji. Tretje najpomembnejše mesto v državi, ki je imelo skoraj enak položaj kot Babilon in Dur-Kurigalzu, je postal ponovno  oživljeni Nipur, ki je okoli leta 1730 pr. n. št. skoraj izumrl. V kasitskem obdobju so ga oživili in s skoraj pikolovsko natančnostjo obnovili templje na njihovih starih temeljih. Nipurski guverner, ki je imel iz sumerščine izvirajoč naslov guenaku, je imel oblast kot nekakšen podkralj. Prestiž Nipurja je bil tako velik, da je v 13. stoletju pr. n. št. nekaj kasitskih kraljev poleg svojega naslova privzelo tudi naslov »guverner Nipurja«.

## Babilonska Kasitska dinastija
| Vladar                    | Vladal (kratka kronologija) | Komentar                                                                                            |
| ------------------------- | --------------------------- | --------------------------------------------------------------------------------------------------- |
| Agum II. ali Agum-Kakrime |                             | Vrnil Mardukov kip v Babilon                                                                        |
| Burnaburiaš I.            | okoli 1500 pr. n. št.       | Pogodba s Puzur-Ašurjem III. Asirskim                                                               |
| Kaštiliaš III.            |                             | |
| Ulamburiaš                | okoli 1480 pr. n. št.       | Premaga Prvo pomorsko dinastijo                                                                     |
| Agum III.                 | okoli 1470 pr. n. št.       | Morda pohodi proti Pomorski dinastiji in v Dilmun                                                   |
| Karaindaš                 | okoli 1410 pr. n. št.       | Pogodba z Ašur-bel-nišešujem Asirskim                                                               |
| Kadašman-harbe I.         | okoli 1400 pr. n. št.       | Pohod protu Sutuju                                                                                  |
| Kurigalzu I.              | okoli x-1375 pr. n. št.     | Ustanovitelj prestolnice Dur-Kurigalzu in sodobnik faraona Tutmoza IV.                              |
| Kadašman-Enlil I.         | okoli 1374—1360 pr. n. št.  | Sodobnik Amenofisa III., Amarnska pisma                                                             |
| Burnaburiaš II.           | okoli 1359—1333 pr. n. št.  | Sodobnik Ehnatona in Ašur-ubalita I.                                                                |
| Kara-hardaš               | okoli 1333 pr. n. št.       | Vnuk Ašur-ubalita I. Asirskega                                                                      |
| Nazi-Bugaš ali Šuzigaš    | okoli 1333 pr. n. št.       | Uzurpator                                                                                           |
| Kurigalzu II.             | okoli 1332—1308 pr. n. št.  | Sin Burnaburiaša II. on of Burnaburiash II, izgubil (?) bitko pri Sugagi z Enlil-nirarijem Asirskim |
| Nazi-Marutaš              | okoli 1307—1282 pr. n. št.  | Izgubil ozemlje v korist Adad-nirarija I. Asirskega                                                 |
| Kadašman-Turgu            | okoli 1281—1264 pr. n. št.  | Sodobnik Hatusilija III. Hetitskega                                                                 |
| Kadashman-Enlil II.       | okoli 1263—1255 pr. n. št.  | Sodobnik Hatusilija III. Hetitskega                                                                 |
| Kudur-Enlil               | okoli 1254—1246 pr. n. št.  | Obdobje nipurske renesanse                                                                          |
| Šagarakti-Šuriaš          | okoli 1245—1233 pr. n. št.  | Po Tukuklti-Ninurti I. Asirskem “ne-sin Kudur-Enlila“                                               |
| Kaštiliašu IV.            | okoli 1232—1225 pr. n. št.  | Odstavljen (Tukulti-Ninurta I. Asirski)                                                             |
| Enlil-nadin-šumi          | okoli 1224 pr. n. št.       | Asirski vazalni kralj                                                                               |
| Kadašman-Harbe II.        | okoli 1223 pr. n. št.       | Asirski vazalni kralj                                                                               |
| Adad-šuma-idina           | okoli 1222—1217 pr. n. št.  | Asirski vazalni kralj                                                                               |
| Adad-šuma-usur            | okoli 1216—1187 pr. n. št.  | Pošiljatelj pisma Ašur-nirariju III. In Ili-Hadaju Asirskemu                                        |
| Meli-Šipak II.            | okoli 1186—1172 pr. n. št.  | Korespondenca z Ninurta-apal-Ekurjem potrjuje ustanovitev Kronologije Bližnjega vzhoda              |
| Marduk-apla-idina I.      | okoli 1171—1159 pr. n. št.  | |
| Zababa-šuma-idin          | okoli 1158 pr. n. št.       | Poraženec Šutruk-Nahuntela Elamskega                                                                |
| Enlil-nadin-ahi           | okoli 1157—1155 pr. n. št.  | Poraženec Kutir-Nahunteja II. Elamskega                                                             |

## Kultura

### Družba
Kasitski vladarji so kljub temu, da so nekateri imeli babilonska imena, ohranili svojo rodovno-plemensko strukturo, ki se je razlikovala od manjših babilonskih družinskih enot. Bili so ponosni na pripadnost svojim plemenom in ne svojim očetom in ohranili rodoven način dedovanja.

### Jezik
Kasitski jezik še ni klasificiran. Več kasitskih vladarjev je imelo indoevropska imena, vendar bi to lahko pomenilo, da so imeli indoevropsko elito, podobno kot Mitanci. V naslednjih nekaj stoletjih so se absorbirali v večinsko  babilonsko prebivalstvo. Zadnjih osem kraljev ima akadska imena, ime Kudur-Enlil  pa je delno elamitsko delno sumersko. Kasitske princese so se poročale v asirsko vladarsko družino.
Herodot  v svojem opisu »azijskih Etiopcev«, ki so kot pripadniki perzijske vojske leta 492 pr. n. št. napadli Grčijo, skoraj zagotovo opisuje Kasite. Herodotov opis je verjetno prepisan iz starejšega besedila, v katerem se je zanje uporabljalo ime Kuš (ali nekaj podobnega),  ki se je, čisto po naljučju, uporabljalo tudi za  Etiopijo. Podobna zmeda z imeni Kasitov in Etiopcev je tudi antičnih grških besedilih o junaku grških vojn Memnonu, ki je včasih opisan kot Kisijec (Kasit) in ustanovitelj Suse, včasih pa kot Etiopec. Po Herodotu azijski Etiopci niso živeli v Kisiji, ampak na severu, kjer so mejili na Parikanijce, ti pa na Medijce. Kasitov geografsko niso povezovali  s Kušiti in Etiopci. V zapisih tudi ni nobenega podatka, ki bi opisoval podobnost njihovega videza, njihovega jezika pa niso povezovali z nobeni jezikom iz Etiopije ali Kuša/Nubije.  Jezikoslovci so pred kratkim predlagali možno povezavo s huro-urartsko družino jezikov Male Azije. Dokazi  za njegovo pripadnost tej družini so zaradi pomanjkanja ohranjenih besedil  zelo skromni.
Iranska enciklopedija o kasitskem jeziku piše:
V kasitskem jeziku ni nobenega povezanega besedila. Število vrstnih imen je omejeno na nekaj več kot šestdeset besed, ki se nanašajo predvsem na barve, dele bojnega voza, namakalne sisteme, rastline in plemiške naslove. Z analizo bolj številnih antroponimov, toponimov, teonimov in imen konj se k besednjaku lahko doda približno dvesto besed. Iz razpoložljivega gradiva je razvidno, da so Kasiti govorili jezik, ki ni povezan z nobenim drugim znanim jezikom.

### Kuduru
Najbolj znani kastiski artefakti so stele kuduru, ki so služile kot mejniki in stebri za objavljanje razglasov. Napisi na njih so pogosto umetniško dodelani.